# University of Minnesota system
University of Minnesota system är ett universitetssystem som förfogar över fem offentliga universitet i den amerikanska delstaten Minnesota. Universiteten som är anslutna är University of Minnesota (Twin Cities), University of Minnesota Crookston, University of Minnesota Duluth, University of Minnesota Morris och University of Minnesota Rochester. Antalet studenter i universitetssystemet var totalt 66 651 (43 457 undergraduate students, 13 311 postgraduate students, 3 990 doktorander och 5 893 övriga studenter) för hösten 2015.

## Universiteten

### Nuvarande
De universitet som ingår i universitetssystemet.
| Universitet                           | Stad                   | Anslöt | Studenter | Undergraduate | Postgraduate | Doktorander | Övriga |
| ------------------------------------- | ---------------------- | ------ | --------- | ------------- | ------------ | ----------- | ------ |
| University of Minnesota (Twin Cities) | Minneapolis-Saint Paul | 1851   | 50 678    | 30 511        | 12 659       | 3 635       | 3 873  |
| University of Minnesota Crookston     | Crookston              | 1966   | 2 823     | 1 874         |              |             | 949    |
| University of Minnesota Duluth        | Duluth                 | 1947   | 10 878    | 8 929         | 652          | 355         | 942    |
| University of Minnesota Morris        | Morris                 | 1960   | 1 856     | 1 741         |              |             | 115    |
| University of Minnesota Rochester     | Rochester              | 2006   | 416       | 402           |              |             | 14     |
| Källa:                                | Totalt                 | Totalt | 66 651    | 43 457        | 13 311       | 3 990       | 5 893  |

### Tidigare
University of Minnesota Waseca var ett universitet i Waseca, Minnesota och som grundades 1971 och stängdes 1992. Universitetsbyggnaderna ägs idag av den federala myndigheten Federal Bureau of Prisons och är en del av Federal Correctional Institution, Waseca, som är en anstalt för kvinnliga intagna.